# Craig Thomas
Craig David Thomas là một biên kịch truyền hình người Mỹ, người cùng với đồng nghiệp Carter Bays viết nhiều tập cho các bộ phim truyền hình như American Dad!, Oliver Beene, Quintuplets và loạt phim hài kịch tình huống truyền hình thành công của kênh CBS - How I Met Your Mother. Năm 2012, How I Met Your Mother giành chiến thắng với giải People's Choice Awards cho "Loạt phim hài xuất sắc nhất".
Anh cũng tham gia cùng Carter Bays trong ban nhạc The Solids và trình bày ca khúc nhạc nền chính của bộ phim How I Met Your Mother. Anh được đề cử cho 7 Giải Emmy, bao gồm giải "Ca khúc nhạc phim hay nhất: cho "Nothing Suits Me Like a Suit". Thomas cũng tốt nghiệp cùng Bays tại trường đại học Wesleyan khoá năm 1997.

## How I Met Your Mother
- "Pilot"
- "Purple Giraffe"
- "The Pineapple Incident"
- "Life Among the Gorillas"
- "Nothing Good Happens After 2 A.M."
- "Milk"
- "Where Were We?"
- "Monday Night Football"
- "Bachelor Party"
- "Something Blue"
- "Wait for It"
- "The Platinum Rule"
- "No Tomorrow"
- "Ten Sessions"
- "Miracles"
- "Do I Know You?"
- "The Best Burger in New York"
- "Woooo!"
- "The Stinsons"
- "As Fast as She Can"
- "The Leap"
- "Definitions"
- "Robin 101"
- "The Playbook"
- "Girls Versus Suits"
- "Rabbit or Duck"
- "Doppelgangers"
- "Big Days"
- "Architect of Destruction"
- "Natural History"
- "Last Words"
- "Oh Honey"
- "Landmarks"
- "Challenge Accepted"
- "The Best Man"
- "Ducky Tie"
- "The Rebound Girl"
- "Tailgate"
- "The Burning Beekeeper"

## Oliver Beene
- "Dancing Beene"
- "The Nudie Mag"
- "X-Ray Specs"
- "A Trip To Connie Island"
- "Oliver and The Otters"

## The Goodwin Games
- "Pilot"
- "The Hamletta"

## American Dad!
- "Stan of Arabia" (2)